# Gert Hänsch
Gert Hänsch (* 14. Mai 1922 in Dresden; † 3. Mai 1984 in Ost-Berlin) war ein deutscher Schauspieler und Hörspielsprecher.

## Leben
Gert Hänsch erhielt seine Ausbildung zum Schauspieler von 1951 bis 1954 an der Theaterhochschule Leipzig. Anschließend hatte er Engagements am Theater der Jungen Welt in Leipzig, an den Theatern in Greifswald, Frankfurt (Oder), Freiberg, am Berliner Ensemble und von 1972 bis 1984 am Theater der Freundschaft in Berlin. Neben seinen Theaterarbeiten war er auch für den Film und das Fernsehen vor der Kamera tätig. Für den Rundfunk wirkte er als Hörspielsprecher.
Gert Hänsch war verheiratet mit der Schauspielerin Ulrike Hanke-Hänsch und lebte in Berlin. Er fand seine letzte Ruhestätte auf dem Berliner Zentralfriedhof Friedrichsfelde.

## Filmografie
- 1964: Die Suche nach dem wunderbunten Vögelchen
- 1967: Die gefrorenen Blitze
- 1967: Der Revolver des Corporals
- 1968: Spur des Falken
- 1968: Der Staatsanwalt hat das Wort: Das Wochenendhaus (Fernsehreihe)
- 1968: Die Toten bleiben jung
- 1968: Der Mord, der nie verjährt
- 1969: Weiße Wölfe
- 1969: Im Himmel ist doch Jahrmarkt
- 1971: Optimistische Tragödie
- 1971: Befreiung (Fernsehmehrteiler, 3. Teil)
- 1972: Die große Reise der Agathe Schweigert (Fernsehfilm)
- 1973: Apachen
- 1973: Der Staatsanwalt hat das Wort: … und wenn ich nein sage?
- 1974: … verdammt, ich bin erwachsen
- 1976: Daniel Druskat (Fernsehfünfteiler, 2 Episoden)
- 1976: Polizeiruf 110: Schwarze Ladung (Fernsehreihe)
- 1976: Polizeiruf 110: Der Fensterstecher
- 1976: Polizeiruf 110: Eine fast perfekte Sache
- 1976: Polizeiruf 110: Bitte zahlen
- 1979: Spuk unterm Riesenrad (Fernsehmehrteiler, 1 Episode)
- 1979: Chiffriert an Chef – Ausfall Nr. 5
- 1981: Hochhausgeschichten (Fernsehmehrteiler, alle Episoden)
- 1982: Geschichten übern Gartenzaun (Fernsehserie, 1 Episode)
- 1983: Spuk im Hochhaus (Fernsehmehrteiler, 1 Episode)

## Theater
- 1961: Heinrich von Kleist: Das Käthchen von Heilbronn (Rheingraf vom Stein) – Regie: Hans-Jörg Schneider (Kleist-Theater Frankfurt (Oder))
- 1972: Erich Blach: Die Bernsteinbrigade (Parteisekretär) – Regie: Horst Hawemann (Theater der Freundschaft Berlin)
- 1973: Christian Noack nach Brüder Grimm: Sechse kommen durch die ganze Welt (Frostiger) – Regie: Mirjana Erceg (Theater der Freundschaft Berlin)
- 1973: Otto Bonhoff: Besuch aus dem Nebel – Regie: ? (Theater der Freundschaft Berlin)
- 1975: Elfriede Brüning: Hochverrat (sowj. Gefangener) – Regie: Horst Hawemann (Theater der Freundschaft Berlin)
- 1975: Jewgeni Schwarz nach Hans Christian Andersen: Die Schneekönigin (Rabe) – Regie: Heiner Möbius (Theater der Freundschaft Berlin)
- 1976: Heinz Kahlau nach den Brüdern Grimm: Der gestiefelte Kater (Bruder/Ritter) – Regie: Wolfgang Engel (Theater der Freundschaft Berlin)
- 1977: Jan Jílek: Feuervogel und Rotfüchsin – Regie: Anu Saari (Theater der Freundschaft Berlin)
- 1977: Horst Hawemann: Tschapai… Tschapai… Tschapajew (Potapow) – Regie: Mirjana Erceg/Joachim Siebenschuh (Theater der Freundschaft Berlin)
- 1981: Ruth Zechlin/Günter Deicke: Reineke Fuchs – Regie: Joachim Siebenschuh (Theater der Freundschaft Berlin)

## Hörspiele
- 1972: Johannes Arnold: Ein glasmurmelblauer Freitagnachmittag (Putzler) – Regie: Manfred Täubert (Kinderhörspiel aus der Reihe Unsere Klasse 4B – Rundfunk der DDR)
- 1974: Hans Siebe: Die roten Schuhe (Arzt) – Regie: Barbara Plensat (Kriminalhörspiel – Rundfunk der DDR)
- 1975: Maksud Ibragimbekow: Der Marathon-Tiger (Betreuer) – Regie: Manfred Täubert (Kinderhörspiel/Science-Fiction-Hörspiel – Rundfunk der DDR)
- 1978: Günter Schiffel: Der geheimnisvolle Unbekannte (Fisch) – Regie: Detlef Kurzweg (Kinderhörspiel/Kurzhörspiel aus der Reihe Aus dem Butzemannhaus – Rundfunk der DDR)
- 1979: Peter Brasch: Herr Konnie und die Uhren – Regie: Rüdiger Zeige (Kinderhörspiel/Kurzhörspiel aus der Reihe Geschichten aus dem Hut – Rundfunk der DDR)
- 1982: Peter Hacks: Armer Ritter – Regie: Norbert Speer (Kinderhörspiel – Rundfunk der DDR)
- 1983: Wolfgang U. Schütte: Slang – Lehrer, Journalist, Strafgefangener. Dokumentarhörspiel zum Leben des Schriftstellers Fritz Hampel – Regie: Norbert Speer (Kinderhörspiel/Dokumentarhörspiel – Rundfunk der DDR)
- 1983: Volkstext: Tristesse und Tausendschön – Regie: Norbert Speer (Kinderhörspiel – Rundfunk der DDR)